# Гаррієт Брімс
Гаррієт Петтіфор Брімс (1864—1939) — перша комерційна фотографка з Квінсленду, Австралія. Вона відкрила фотостудію в Інгемі, штат Квінсленд, перш ніж переїхати в Марібу в 1904 році, де відкрила нову студію, поки не переїхала в Брисбен у 1914 році. Її фотографічні роботи несуть в собі цінну інформацію про людей та місця у часи освоєння Північного Квінсленду.
У 2018 році її роботи були представлені на виставці «Magnificent Makers» у Державній бібліотеці Квінсленду.